# Porta Dourada (Jerusalém)

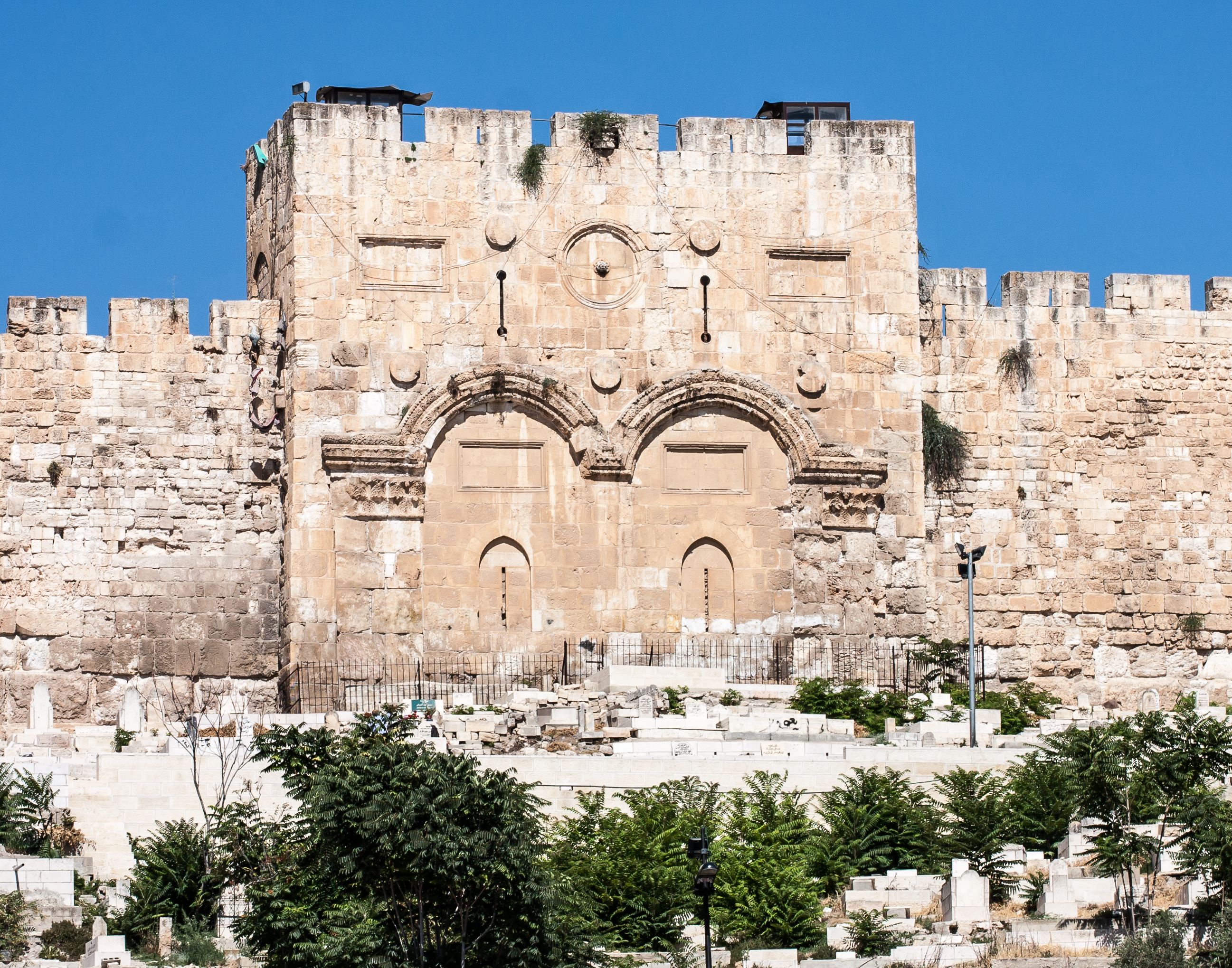
Vista externa do Portão de Ouro

A Porta Dourada (em hebraico: שער הרחמים - Sha'ar Harahamim), também Portão de Ouro, Portão Dourado, Portão da Piedade e Portão da Vida Eterna, é um dos oito portões das muralhas da Cidade Velha de Jerusalém. É o mais antigo dos oito portões, sendo que era usado em épocas antigas como uma passagem direta para o Monte do Templo.

## História
Uma teoria diz que o Portão de Ouro atual provavelmente foi construído no ano 520 como parte de uma série de construções em Jerusalém por parte do imperador bizantino Justiniano I, sobre ruínas de outras construções. Outra teoria alternativa a essa é a de que ele foi construído um século depois, no século VII, por artesãos bizantinos que teriam sido contratados pelos Califas Omíadas. O portão está localizado no meio do lado oriental do Monte do Templo. Acredita-se que este portão era utilizado para fins ritualísticos nos tempos bíblicos.
O portão foi fechado em 1541 por ordem do sultão otomano Solimão, o Magnífico, porque, segundo a tradição judaica, seria por esse portão que o Messias profetizado no Antigo Testamento iria utilizar para entrar na cidade. Os muçulmanos criaram um cemitério fora do portão, como eles estavam convencidos da profecia de Elias, o precursor do Messias que anunciou que, em seu retorno, o novo profeta não se atreveria a entrar no lugar porque ele era um cohen. De fato, a entrada de sacerdotes judaicos em um cemitério é totalmente vedada, por causa da impureza.

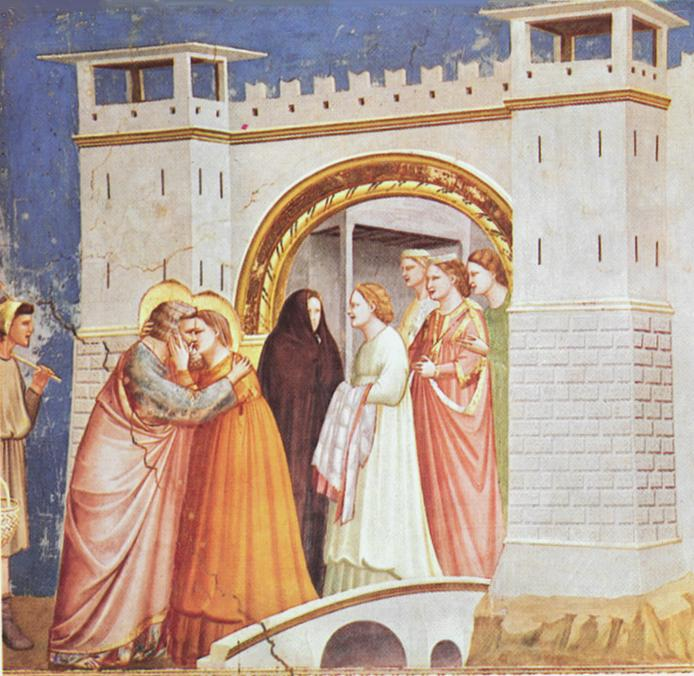
Joaquim e Ana se encontram na Porta Dourada, 1305, obra de Giotto di Bondone. Esta é uma descrição inicial da cena.

De acordo com o relato nos livros apócrifos, o Portão de Ouro foi palco do encontro entre Ana e Joaquim, os pais da Virgem Maria, quando souberam que Ana estava grávida da que viria a ser Maria. Este episódio foi imortalizado nas obras sobre a Vida da Virgem do italiano Giotto e do alemão Albrecht Dürer, neste caso numa gravura conhecida como Joaquim e Ana se encontram na Porta Dourada.
Existem afirmações que esta porta esta fechada também pelo fato de que Jesus passou por ela antes de ser crucificado e passará novamente em sua segunda vinda.

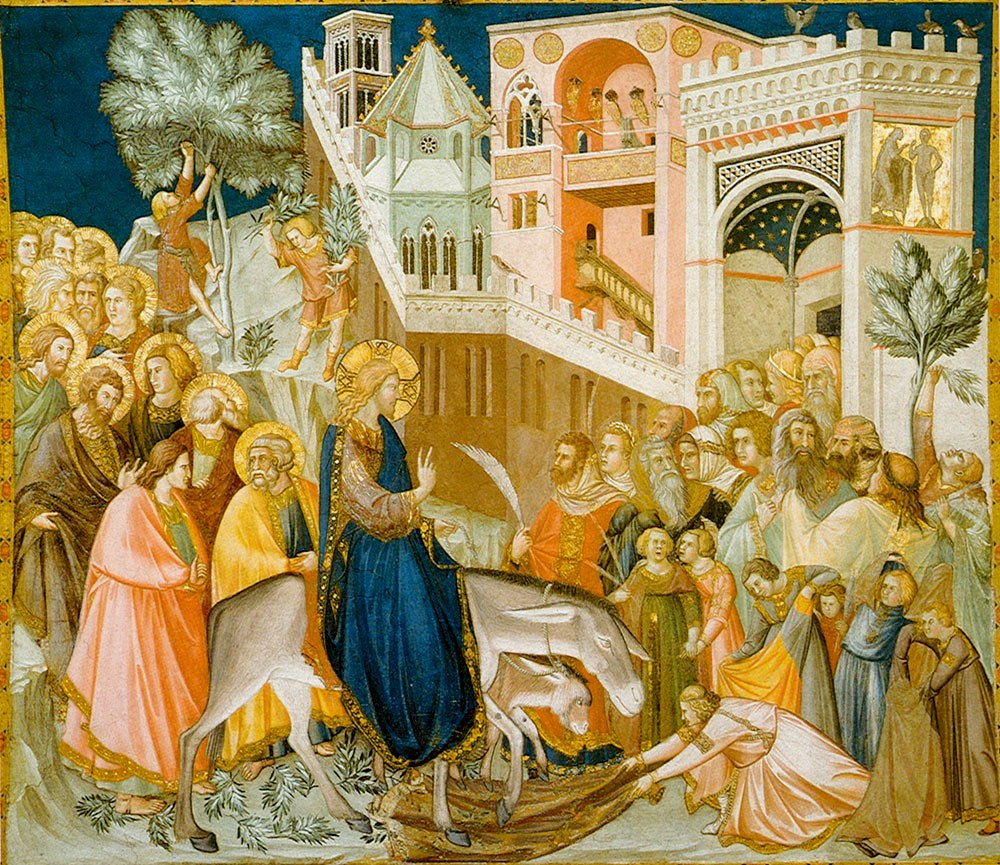
Cristo entra em Jerusalém por Pietro Lorenzetti, Basílica de São Francisco de Assis

Sobre o pórtico, escreveu o profeta Ezequiel em seu livro sobre a passagem do Messias:
"Ele reconduziu-me ao pórtico exterior do santuário, que fica fronteiro ao oriente, o qual se achava fechado. O Senhor disse-me: 'Este pórtico ficará fechado. Ninguém o abrirá, ninguém aí passará, porque o Senhor, Deus de Israel, aí passou; ele permanecerá fechado'."
Ezequiel 44, 1-2